# 貝黛芬
貝黛芬（英語：Belle Delphine，1999年10月23日—），或譯貝兒·德爾芬、貝拉·黛爾芬，是一名南非出生的英國的網紅、色情演員。

## 成長背景
1999年10月23日，貝黛芬出生在南非的基督教家庭。
父母離婚後，貝黛芬同其母搬到英國漢普郡利明通。2020年12月時住在東薩塞克斯郡霍夫。
在青少時期，熱愛觀看iDubbbz與Filthy Frank的影片。

## 網紅發展
貝黛芬自2015年起創辦Instagram帳號。2016年7月啟用了YouTube頻道，並在次月上傳了有關化妝教學的第一部影片。

### Pornhub帳號
2019年6月，黛芬在Instagram發布動態，承諾如果該動態獲得百萬個愛心，將創辦Pornhub帳號。

### 販售洗澡水爭議
2019年7月1日，黛芬開始其販售活動，包含名為「電玩少女洗澡水」（英語：GamerGirl Bath Water）的商品，一瓶30美金。黛芬宣稱，販售洗澡水的主意，來自其粉絲不斷留言表示將喝下黛芬的洗澡水。
2019年7月3日，出現「一名粉絲喝下洗澡水送醫」的假新聞。也有其他Youtuber發布影片宣稱其非黛芬的粉絲，但買了他的洗澡水所以可以發布這支影片。

### Instagram帳戶遭停用
2019年7月19日，黛芬的Instagram帳號遭官方停用，一位官方發言人表示其帳戶違反社群守則，但未具體表明是哪一條。

### 轉而經營OnlyFans
2020年6月，黛芬發布影片，公告其將開始經營OnlyFans平台。

## 大眾形象
媒體將貝黛芬的形象與電玩少女作連結，在抖音上，也有許多作品顯示貝黛芬深深影響大家對電玩少女的概念。

## 資料來源
1. ↑  . YouTube網紅即時粉絲量. noxinfluencer.   [2022-06-03].
2. ↑  Aggeler, Madeleine. . 2019-10-08  [2022-06-03]. （原始内容存档于2021-02-24） （英语）.
3. ↑  Tanya Gold. . 2020-12-09  [2022-06-03]. （原始内容存档于2022-07-10） （英语）.
4. ↑  Kat Tenbarge. . 2021-02-05  [2022-06-03]. （原始内容存档于2022-01-27） （英语）.
5. ↑  Paige Leskin. . 2019-10-09  [2022-06-03]. （原始内容存档于2019-10-08） （英语）.
6. ↑  EJ Dickson. . 2019-07-11  [2022-06-03]. （原始内容存档于2019-07-25） （英语）.
7. ↑  Harry Hill. . 2019-06-21  [2022-06-03]. （原始内容存档于2022-07-17） （英语）.
8. ↑  歪力. . 2019-07-06 （中文）.
9. ↑  Hernandez, Patricia. . Jul 3, 2019  [2022-06-03]. （原始内容存档于2019-07-19） （英语）.
10. ↑  Katie Bishop. . 2019-07-12  [2022-06-03]. （原始内容存档于2019-07-21） （英语）.
11. ↑  Maxim Staff. . JUL 22, 2019  [2022-06-03]. （原始内容存档于2022-07-09） （英语）.
12. ↑  Eilish O'Sullivan. . Jun 17, 2020  [2022-06-03]. （原始内容存档于2020-06-18） （英语）.
13. ↑  Paige Leskin. . Mar 9, 2020 （英语）.